# Tait
Tait (Skwawalooks; Te'it = those up river; isto i Haitlin, Teet, Tates, Sa-chinco, Sa-chin-ko), skupni naziv za Cowichan (Stalo) plemena koja su živjela na rijeci Fraser u Britanskoj Kolumbiji u Kanadi. Na sjeveru su im susjedi bili Ntlakyapamuk (Thompson).
Taiti žive uzvodno od Chilliwacka, a prema Hodgeu Shuswapi su ih nazivali Sa-chinco (=stranci). Njihov dijalekt je upriver halkomelem. Danas se službeno nazivaju Skawahlook First Nation.